# Cyaniris basicaeca
Cyaniris basicaeca är en fjärilsart som beskrevs av Hermann Stauder 1923. Cyaniris basicaeca ingår i släktet Cyaniris och familjen juvelvingar. Inga underarter finns listade i Catalogue of Life.